# Casa Paškov
La Casa Paškov (Пашко́в дом in russo) è una residenza in stile neoclassico che sorge su una collina sovrastante il muro occidentale del Cremlino a Mosca, nei pressi dell'incrocio tra via Mochovaja e via Vozdviženka. Il suo progetto è attribuito a Vasilij Baženov. Nel corso del XIX secolo ha ospitato il Museo Rumjancev, il primo museo pubblico di Mosca. L'attuale proprietario del palazzo è la Biblioteca di Stato russa.

## Storia
La Casa Paškov fu eretta tra il 1784 e il 1786 da un nobile moscovita, Pëtr Paškov. Questi era un tenente capitano delle guardie del reggimento Semënovskij in pensione, figlio dell'attendente dello zar Pietro il Grande. Si ritiene che l'edificio sia stato progettato da Vasilij Baženov. Per tutto il XX secolo la paternità di Baženov fu contestata, poiché nessuna prova scritta che ne attesti la paternità è sopravvissuta ai secoli, e le uniche prove a sostegno di questa tesi sono la sola tradizione orale e le somiglianze con gli altri edifici progettati dal Baženov.